# The Dead C
The Dead C è un gruppo musicale neozelandese.

## Discografia
Autoproduzioni
- 1987 - The Dead See Perform M. Harris (audiocassette)
- 1987 - 43 Sketch for a Poster (audiocassette)

Album
- 1988 - DR503 (Flying Nun Records)
- 1989 - Eusa Kills (Flying Nun Records)
- 1989 - Runway (Precious Metal)
- 1990 - Trapdoor Fucking Exit (Precious Metal)
- 1992 - Harsh 70s Reality (Siltbreeze)
- 1995 - The White House (Siltbreeze)
- 1997 - Tusk (Siltbreeze)
- 2000 - The Dead C (Language Recordings)
- 2001 - Load (MM)
- 2002 - New Electric Music (Language Recordings)
- 2003 - The Damned (Starlight Furniture Co.)
- 2007 - Future Artists (Ba Da Bing!)
- 2008 - Secret Earth (Ba Da Bing!)
- 2010 - Patience (Ba Da Bing!)
- 2013 - Armed Courage (Ba Da Bing!)
- 2013 - The Dead C Vs Rangda (split album con Rangda, Ba Da Bing!)
- 2014 - The Twelfth Spectacle (Grapefruit Records)
- 2016 - Trouble (Ba Da Bing!)
- 2019 - Rare Ravers (Ba Da Bing!)

EP
- 1990 - Helen Said This / Bury (Siltbreeze)
- 1993 - The Operation of the Sonne (Siltbreeze)

Live
- 1987 - The Live Dead See (Xpressway)
- 1989 - Perform DR503b (Xpressway)
- 1992 - Clyma est mort (Proletariat Idiots Productshun(Zzzz...))
- 1996 - Repent (Siltbreeze)
- 2000 - Live U.S.A. 1995 (No Frillz Records)
- 2019 - Golden LA, Repent (Ba Da Bing!)

Compilation
- 1994 - World Peace Hope et al. (Shock)
- 1999 - Perform DR 503C (Flying Nun Records)
- 2006 - Vain, Erudite and Stupid: Selected Works 1987-2005 (Ba Da Bing!)

## Formazione
- Bruce Russell
- Michael Morley
- Robbie Yeats